# جيمس أ. غاردنر
جيمس أ. غاردنر (بالإنجليزية: James A. Gardner)‏ هو عسكري أمريكي، ولد في 7 فبراير 1943 في دييرسبورغ في الولايات المتحدة، وتوفي في 7 فبراير 1966 في فيتنام.